# 蛴蟆节
蠐蟆節是在四川省川北地区流傳的一種民俗活動，流行区域主要是川北岷江话方言岛的南充市嘉陵区西路方言区、西充县、南部县、蓬溪县、顺庆区等地（包括嘉陵区金寶鎮、三會鎮、龍泉鎮，順慶區共興鎮，西充县多扶镇，遂寧市蓬溪縣新星鄉等）。於每年陰曆正月十四晚間舉行，因此又稱“十四節”。主要包括“蠐蟆燈”遊行、放河燈等內容。“蠐蟆”在當地方言中是青蛙的意思。

## 活動習俗
每年陰曆正月初十左右開始，當地人便開始準備“蠐蟆節”，其中最重要的一項活動就是紮“蠐蟆燈”。一般來說家裡有多少個人就要紮多少個燈，必須人手一個。製作時傳統上是將竹子的一端用刀劃成篾條，紮成籠狀，然後外層糊上白紙或彩紙；而現在則多是將竹子沒有節的地方劃開細條，壓開後放入事先做好的圓環撐開成紡錘形，外層糊上白紙或彩紙做成“蠐蟆燈”。最後放入一節蠟燭，留一個小孔通氣，“蠐蟆燈”即告完成。由於“蠐蟆”是瘟神的象徵，做好的“蠐蟆燈”不能拿到室內，只能放在室外。另外，每年的“蠐蟆節”通常也會製作一個巨型“蠐蟆燈”（三會）或青龍（金寶）、彩龍（共興）等，供節日當晚作為主燈使用。其中共興鎮的彩龍是由當地的老人用竹子和紅綠彩紙紮成，家家都會拿出五穀雜糧放入龍中，並塞滿乾稻草。這個主燈通常要花費一個星期的時間製作。
到了正月十四當天，家家戶戶都會一起團聚，辦上幾桌酒席吃團圓飯。下午則會舉行舞龍、舞獅、踩高蹺等民俗表演活動。到了晚間7時左右，幾十個青年男子就會扛起主燈開始遊行。而其他人就拿出已經點燃的“蠐蟆燈”，一邊唱“蠐蟆公，蠐蟆婆，把你蠐蟆送下河”等節慶民謠一邊跟著吹嗩吶、扛著主燈的隊伍前行，形成一道長達幾公里的燈流。過去還會有人用點燃的木屑灑在隊伍附近造成煙火效果，現在則是以煙花爆竹代替。一般來說遊行路線都是根據傳統預先設定的，目的地通常為某處的河邊或水塘邊（三會鎮位於青家嘴村，共興鎮位於五洞橋村）。到達目的地以後，人們便開始舉行祭祀活動，例如在共興鎮就會將遊行所用的彩龍燒掉。祭祀完成後，人們便將手中的“蠐蟆燈”放入河流水塘中或是插入岸邊的土裡，以示將瘟神送走，其後會許下新年的願望。其後，鎮上的小孩還會進行特別的“搖嫩竹”活動，以此来祝福小孩们能够像嫩竹一样茁壮成长。
據三會鎮當地人稱，蠐蟆節是三會鎮最為熱鬧的節日，這一天鎮上的人數甚至比過年時的人還多。

## 歷史傳說
傳說在明朝末年，張獻忠屯兵四川期間遭遇官兵圍剿，雙方死傷無數，其後瘟疫橫行，百姓苦不堪言。由於瘟疫之時恰逢開春，青蛙冬眠結束後紛紛出洞，造成人們堅信從地下爬出的青蛙是不潔之物，便將這場瘟疫稱為“蠐蟆瘟”，而“蠐蟆”也成為了當地最恐怖的瘟神。後來有一位道人雲遊至此，得知此事後點化村民，稱“因戰亂穢氣濁血玷污河水，觸怒河神，才降下‘蠐蟆’禍害人間，只有送走‘蠐蟆’才能保佑平安無事。”因此當地人開始自製“蠐蟆燈”，在正月十四夜晚揮舞火把，敲鑼打鼓將“蠐蟆燈”送到附近的河流中，讓河水將“瘟疫”帶走，以此祈求蠐蟆神保佑村民平安。

## 影響
三會鎮與共興鎮官方重視該活動帶來的經濟效益。中共嘉陵區委、區政府從2011年起都會舉辦“嘉陵區蠐蟆節”，主場地就在三會鎮。在三會鎮政府門口的街道上即放有一尊高2米，長約4米的巨大青蛙。三會鎮黨委書記表示2017年的第六屆“嘉陵區蠐蟆節”共約有8萬人來到該鎮參與“蠐蟆節”活動，比2016年更多，而2016年僅在“蠐蟆節”當天就實現了100餘萬人民幣的旅遊收入。當地還打算修建“蠐蟆文化廣場”、“蠐蟆博物館”等設施，將蠐蟆節作為一個文化旅遊項目進一步打造。
而共興鎮則在送燈的主會場五洞橋村修建了一座“蠐蟆節”民俗文化廣場，改造了送“蠐蟆燈”下河的道路交通，並且還在附近建起了佔地近千畝的花卉園區。“共興蠐蟆節”也已被列為南充市非物質文化遺產。
遂寧方面，蓬溪縣文化館每年都會組織“新星蛤蟆節”對這一民俗活動進行保護與傳承。而遂寧市方面也已將“新星蠐蟆節”認定為該市的非物質文化遺產。